# 良田镇 (陆川县)
良田镇，是中华人民共和国广西壮族自治区玉林市陆川县下辖的一个乡镇级行政单位。

## 行政区划
良田镇下辖以下地区：
良田街社区、三联村、新村、冯杏村、甘片村、莲塘村、龙口村、良田村、文官村、鹿垌村、石垌村、竹山村、车田村和旺垌村。